# Milot (Haiti)
Milot (em crioulo, Milo), é uma comuna do Haiti, situada no departamento do Norte e no arrondissement de Acul-du-Nord. De acordo com o censo de 2003, sua população total é de 25.149 habitantes.

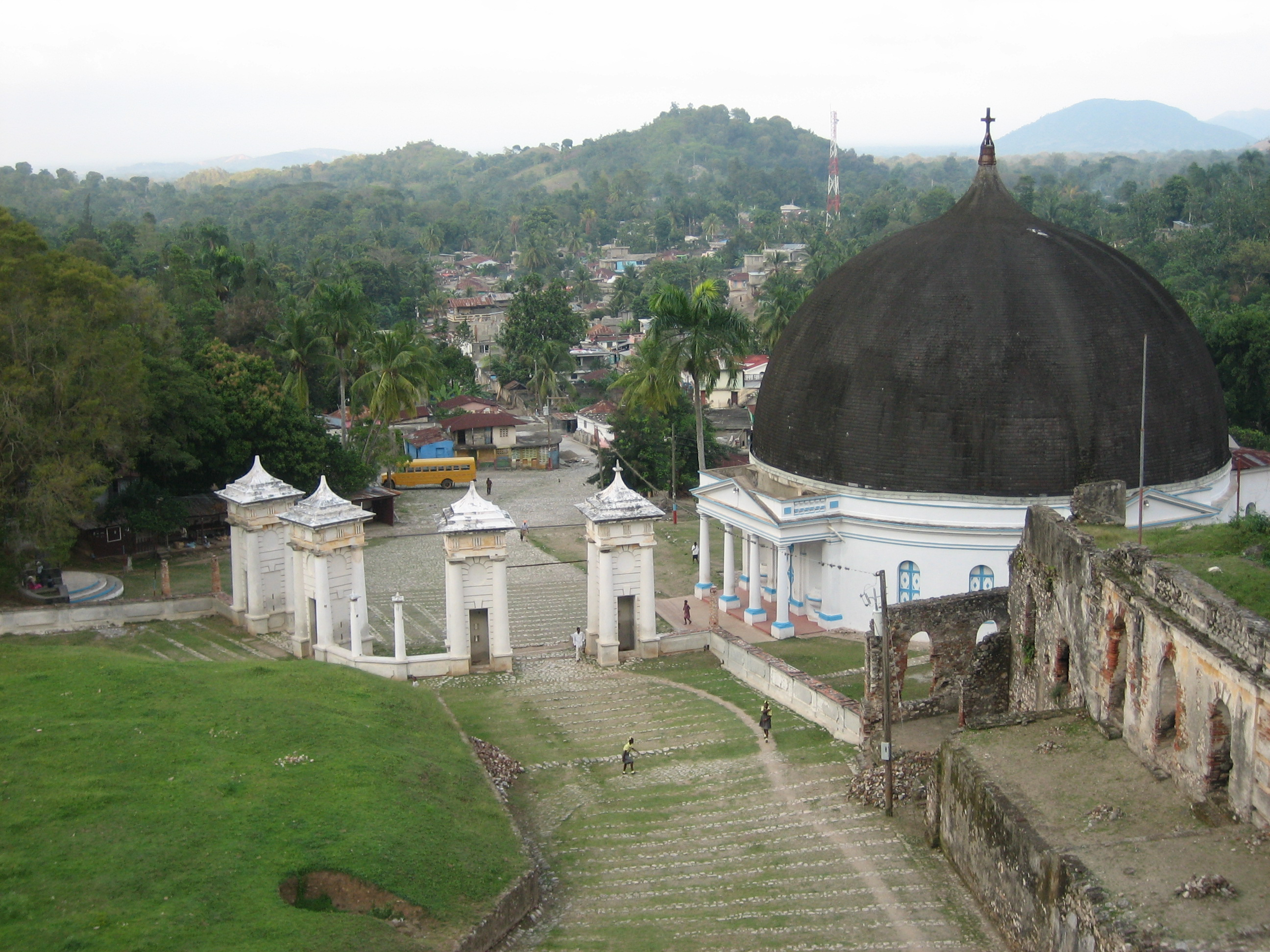
Milot vista do Palácio de Sans-Souci
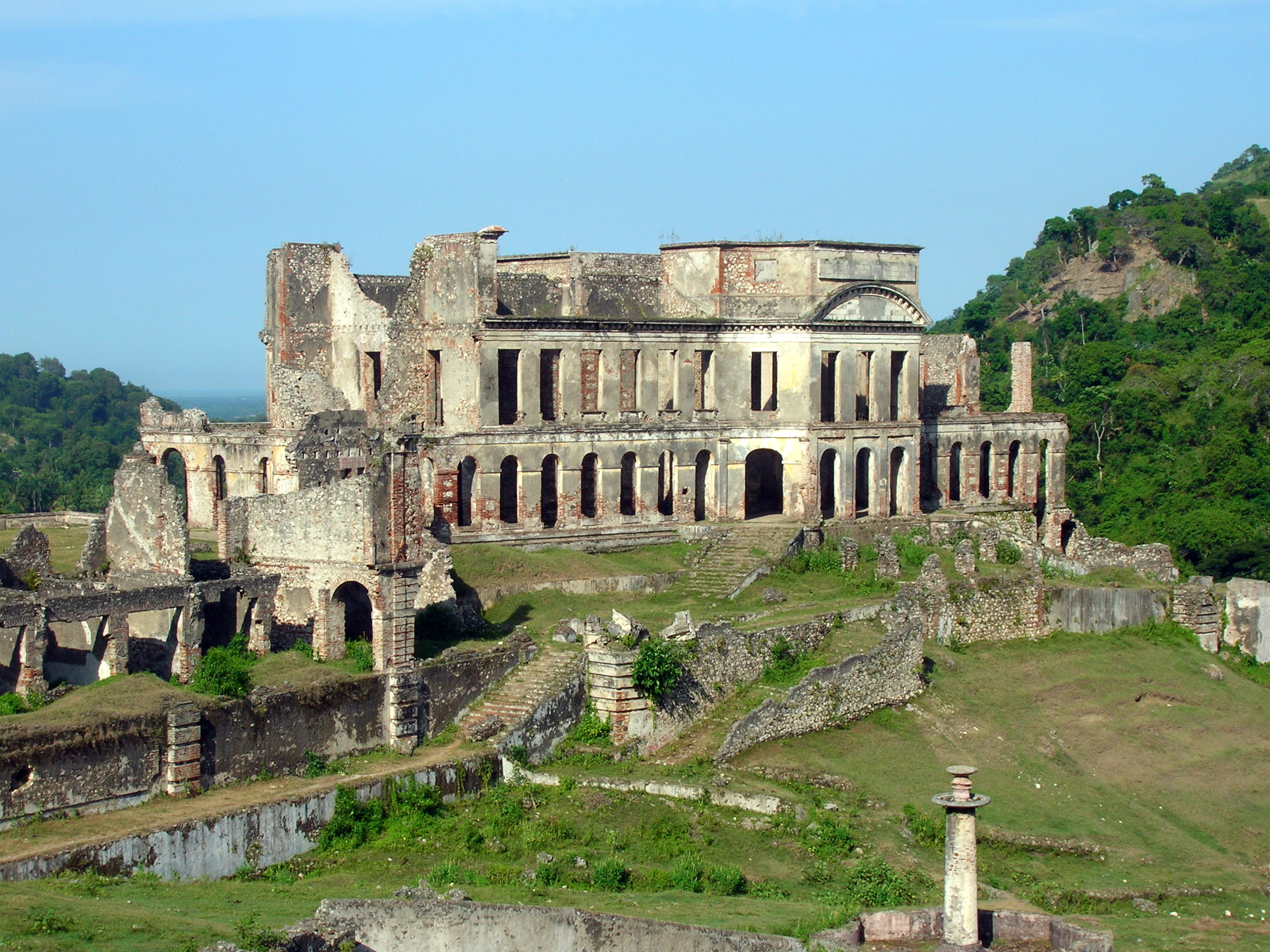
Le Palais Sans-Souci